# فرناندو سانتوس (بازیکن فوتبال اهل برزیل)
فرناندو سانتوس با نام کامل (به پرتغالی: Fernando Santos) مدافع اهل برزیل است که در شهر ریودو ژانیرو و در تاریخ ۲۵ فوریهٔ ۱۹۸۰ به دنیا آمده‌است.
فرناندو سانتوس در تیم‌های فوتبال فلامینگو سابقهٔ حضور دارد.